# Бонсон (Приморски Алпи)
Бонсон (фр. Bonson) насеље је и општина у Француској у региону Прованса-Алпи-Азурна обала, у департману Приморски Алпи која припада префектури Ница.
По подацима из 2011. године у општини је живело 686 становника, а густина насељености је износила 102,08 становника/km². Општина се простире на површини од 6,72 km². Налази се на средњој надморској висини од 400 метара (максималној 841 m, а минималној 119 m).

## Демографија
| 1962. | 1968. | 1975. | 1982. | 1990. | 1999. | 2011. |
| ----- | ----- | ----- | ----- | ----- | ----- | ----- |
| 210   | 232   | 235   | 288   | 456   | 601   | 686   |

График промене броја становника у току последњих година